# Trachysmatis mogia
Trachysmatis mogia är en fjärilsart som beskrevs av William Schaus 1916. Trachysmatis mogia ingår i släktet Trachysmatis och familjen nattflyn. Inga underarter finns listade i Catalogue of Life.